# Ludvig Moltke (stiftamtmand)
 Der er flere personer med dette navn, se Ludvig Moltke.
Ehrenreich Christopher Ludvig lensgreve Moltke (18. juni 1790 i Roskilde – 10. august 1864 i København) var en dansk diplomat og amtmand.
Han var født i Roskilde 18. juni 1790 og søn af overpræsident, grev Werner Jasper Andreas Moltke (d. 1835). Efter at være blevet student ved Universitetet i Kiel i 1811 tog Ludvig Moltke det følgende år Anden Eksamen ved Universitetet i København og blev samme år kammerjunker; 4 år senere tog han juridisk embedseksamen og ansattes kort efter i det udenrigske departement, der i 1816 sendte ham som legationssekretær til Stockholm, hvorfra han snart blev forflyttet til Berlin. Her forblev han til 1819, da han forlod den diplomatiske karriere, idet han var blevet forlovet med Reinholdine Frederikke Vilhelmine Bardenfleth (f. i København 18. april 1800 – død på Vallø 14. august 1890), datter af kontreadmiral J.F. Bardenfleth, og han formente at have et sikrere udkomme i en stilling hjemme. Samme år som Moltke giftede sig (1819), blev han amtmand over Islands søndre Amt og omtrent samtidig stiftamtmand, en stilling, han beholdt til 1823, da han forflyttedes til Præstø som amtmand. Året efter blev han udnævnt til kammerherre og til stiftamtmand i Aalborg Stift, i hvilket embede han vandt almindelig sympati og anerkendelse ligesom i sine foregående embeder. Længe fik Moltke imidlertid ikke lov til at forblive her, thi under et besøg i Aalborg i 1828 opfordrede Frederik VI ham indtrængende til at overtage posten som hofmarskal hos prins Frederik Carl Christian (Frederik VII), og uagtet Moltke nødig indtrådte i hoftjenesten, gav han dog efter lige over for Kongens bestemte ønske og overtog nævnte stilling, som han 4 år senere igen afgav, i det han gjorde gældende, at han ingen indflydelse havde vundet på prinsen, og samtidig mindede om, at der var lovet ham en gesandtpost, hvis han ikke blev tilfreds i sin hofstilling, et løfte, som Frederik VI også straks indfriede ved at udnævne ham til gesandt ved det svenske hof. I Stockholm forblev Moltke i 14 år, indtil 1846, da han udnævntes til gehejmekonferensråd og forflyttedes som gesandt til Paris, hvor han altså repræsenterede landet i det bevægede år 1848, der nær også kunne have medført en betydelig forandring i hans egen skæbne, i det han i marts dette år efter Frederik VII's ønske blev kaldt til København for at overtage stillingen som udenrigsminister; men under begivenhedernes hurtige udvikling overdroges denne stilling allerede dagen efter til grev F.M. Knuth, og Moltke blev da i Paris, hvor han endnu i 8 år repræsenterede sit land med dygtighed, indtil han i 1856 pludselig indstilledes af udenrigsminister L.N. Scheele til entledigelse i nåde af statstjenesten, hvad der efter Moltkes egen formening skyldtes den omstændighed, at han bestemt havde frarådet planen om et besøg af Frederik VII og grevinde Danner ved hoffet i Tuilerierne, en Plan, der siges også at være blevet skarpt afvist af grev Walewsky, da den bragtes frem af Moltkes efterfølger. Efter sin afskedigelse tog Moltke, der følte sig dybt krænket, ophold i Kiel, fra hvilken by han havde mange ungdomsminder, men da forholdene blev mindre behagelige her på grund af spændingen i hertugdømmerne, flyttede han i 1863 til København, hvor han døde 10. august 1864. Moltke var blevet Kommandør af Dannebrog 1834 og havde erholdt Storkorset i 1840.